# أوقست ريتر
أوقست ريتر (بالألمانية: August Ritter) هو مهندس مدني ومهندس ألماني، ولد في 11 ديسمبر 1826 في لونبورغ في ألمانيا، وتوفي بنفس المكان في 26 فبراير 1908.